# (13758) 1998 SN74
A (13758) 1998 SN74 a Naprendszer kisbolygóövében található aszteroida. Eric Walter Elst fedezte fel 1998. szeptember 21-én.